# Brišem i sudim (1919.)
Brišem i sudim je bio hrvatski nijemi igrani film iz 1919. redatelja Arnošta Grunda, u produkciji Jugoslavija filma. Snimljen je u crno-bijeloj tehnici. Dizajner produkcije bio je Oto Antonini. Snimano na Bledskom jezeru i kanjonu Vintgar u Sloveniji. 

## Vanjske poveznice
- Hrvatski filmski savez  Arhivirana inačica izvorne stranice od 21. srpnja 2011. (Wayback Machine) Povijest hrvatskog filma